# 雨上がりのナニモン!?
『雨上がりのナニモン!?』（あめあがりのナニモン）は、関西テレビで2017年4月15日から2018年3月31日まで放送されていたバラエティ番組である。

## 番組概要
関西テレビにて、19年半続いた関西電力1社提供の吉本興業所属芸人が司会している料理トーク番組を2017年3月23日をもって終了させ、前番組『雨上がり食楽部』のメインMCであった、雨上がり決死隊を冠番組として起用した、ロケVTRメインのバラエティ番組として開始。
番組構成として、巷の人々があまり訪れたことが無いスポットに若手芸人を派遣し取材対象に密着する事で、“気になる場所”にどんな人たちが集まるのか、思わず気になる何者（ナニモン）に迫る事をコンセプトとしている。また、吉本所属のベテラン芸人に対してのロケVTR企画についても、若手漫才コンビがリポートを行う。
また、前番組では雨上がりのスケジュールの都合上、東京都世田谷区砧にある東京メディアシティ内の関西テレビと資本関係にある、国際放映所有のレモンスタジオにて収録している時期があったが、雨上がりが他仕事で京阪神地域に来阪する機会が出来たため、番組開始から隔週火曜に関西テレビ本社スタジオにて収録している。
2018年3月31日をもって終了。なお、同日は『めちゃ²イケてるッ! 22年間の感謝をこめて最後はみんなで空高く舞い上がれスペシャル』（フジテレビ制作、18:30 - 23:40）放送のため、2時間30分繰り上げ・30分拡大（16:00 - 17:00）に放送された。後番組は『雨上がりのフォトぶら♪』。

## 放送時間
- 土曜日：18:30 - 19:00（JST）

## 出演者

### MC
- 雨上がり決死隊（宮迫博之、蛍原徹）
- 村西利恵（関西テレビアナウンサー）※「師匠がヒント!クイズナニモンレポート」コーナー進行担当

### リポーター
- ミサイルマン
- モンスターエンジン
- スマイル
- かまいたち
- スーパーマラドーナ
- 学天即
- アキナ
- 女と男
- グイグイ大脇
- トット
- ゆりやんレトリィバァ
- ミキ
- ガンバレルーヤ
- ネイビーズアフロ

### ナレーション
- 政木まさき
- 藤原菜緒（ワイワイワイ）

## スタッフ
- 構成：根宜利彰、佐久間貴司、鈴木一史
- リサーチ：上野大輔、高山拓志
- TD・SW：中山秀一（関西テレビ）
- CAM：藤松智哉（関西テレビ）
- LD：金子宗央（関西テレビ）
- MIX：大貫修平（関西テレビ）
- ロケCAM：山本和良、松本学、中村敦、鈴木恭平
- EED：塩見淳、小寺崇弘、高尾裕(祐)季
- MA：田口雅敏
- CG：三好和也
- デザイン：加藤元太朗
- 大道具制作：岸村圭
- 大道具操作：林亮助
- 宣伝：前田彩佳（関西テレビ）
- メイク：ビーム
- スタイリスト：Franc.
- 協力：ウエストワン、大阪共立、戯音工房、遊写、ちゅるんカンパニー、ビーオネスト
- ディレクター：有本匡徳、堀江拓真（メディアプルポ）、森脇芳史（CREA5）、對馬久織、佐伯亮
- 演出プロデューサー：西原久進（メディアプルポ）
- プロデューサー：中村道郎（関西テレビ）、植田隆志（よしもとクリエイティブ・エージェンシー）
- 制作協力：吉本興業、メディアプルポ
- 制作著作：関西テレビ

### 過去のスタッフ
- ブレーン：船井香緒里
- 美術プロデューサー：岡崎忠司（関西テレビ）
- プロデューサー：富永衣里子（よしもとクリエイティブ・エージェンシー）

## ネット局
| 放送対象地域   | 放送局             | 系列           | 放送日時           | ネット状況 | 備考   |
| -------------- | ------------------ | -------------- | ------------------ | ---------- | ------ |
| 近畿広域圏     | 関西テレビ         | フジテレビ系列 | 土曜 18:30 - 19:00 | 制作局     | 制作局 |
| 高知県         | 高知さんさんテレビ | フジテレビ系列 | 木曜 16:20 - 16:50 | 遅れネット |        |
| 長崎県         | テレビ長崎         | フジテレビ系列 | 日曜 16:55 - 17:25 | 遅れネット |        |
| 鹿児島県       | 鹿児島テレビ       | フジテレビ系列 | 水曜 15:30 - 16:00 | 遅れネット |        |
| 東京都         | TOKYO MX1          | 独立局         | 水曜 9:30 - 10:00  | 遅れネット |        |
| 三重県         | 三重テレビ         | 独立局         | 木曜 15:00 - 15:30 | 遅れネット |        |
| 秋田県         | 秋田テレビ         | フジテレビ系列 | 不定期放送         | 遅れネット |        |
| 富山県         | 富山テレビ         | フジテレビ系列 | 不定期放送         | 遅れネット | [ 5 ]  |
| 石川県         | 石川テレビ         | フジテレビ系列 | 不定期放送         | 遅れネット |        |
| 島根県・鳥取県 | 山陰中央テレビ     | フジテレビ系列 | 不定期放送         | 遅れネット |        |
| 岡山県・香川県 | 岡山放送           | フジテレビ系列 | 不定期放送         | 遅れネット |        |

### 過去のネット局
- 長野放送 - 2017年6月1日より遅れネットで放送していたが、同年9月28日をもって打ち切り。
- テレビ西日本 - 番組開始当初から木曜未明（水曜深夜）に遅れネットで放送していたが、2017年9月をもって打ち切り。